# Breva
La Breva (Bréva in lombardo) è il nome di origine lombarda di un vento termico, periodico, caratteristico della zona del Lago di Como che spira con forza costante, a volte anche molto forte, specialmente nelle ore pomeridiane, a volte asciutto, a volte umido. Ha un andamento da sud verso nord e solitamente è portatore di bel tempo.
Questo vento, presente soprattutto nel periodo tra marzo e settembre, è molto noto agli appassionati di nautica a vela e di windsurf; al mattino si veleggia col Tivano mattutino, altro vento lariano, che soffia verso sud; e spesso al calare di questo compare la Breva che spira generalmente per il resto della giornata.
Secondo C. Amoretti il nome deriva dal quello del paese di Brivio sull'Adda, da dove questo vento spira verso il ramo di Lecco.
L'azienda motociclistica Guzzi, con sede sulle rive del Lario, ha dato il nome di questo vento ad alcuni suoi modelli di motociclette, tra cui la Breva 750 e la Breva 850-1100-1200
Lo scrittore Antonio Fogazzaro inizia il suo libro "Piccolo mondo antico" con la descrizione dell'effetto della breva sull'acqua del lago di Lugano nel territorio della Valsolda, in cui è ambientato il suo racconto.
Il primo album del cantautore comasco Davide Van De Sfroos prende il nome proprio da questo vento e dal suo duale Tivano.